# Tyran bentevi
Tyran bentevi (Pitangus sulphuratus) je velký zástupce čeledi tyranovitých. Občas bývá označován za jediného představitele rodu Pitangus a druhý druh, který sem taktéž patří – tyran štíhlozobý (P. lictor) – bývá přesunován do rodu Philohydor.
Tyran bentevi hnízdí v otevřených lesích v rozmezí od jižního Texasu a Mexika až po Uruguay, střed Argentiny a Trinidad. V roce 1957 byl zavlečen na Bermudy a zřejmě v roce 1970 i do Tobaga. Často přitom bývá k vidění i v těsné blízkosti lidských sídel.
Dorůstá 22 cm a dosahuje hmotnosti kolem 63 g. Má tmavou hlavu se silným podélným bílým pruhem a s malou žlutou skvrnou na temeni. Hrdlo má bílé, spodinu těla jasně žlutou, hřbet, křídla a ocas hnědé. V poměru k tělu má také nápadně velký, silný, tmavý zobák.
Jeho anglický název – Kiskadee – je přepsanou podobou jeho výrazného a v Jižní Americe dobře známého hlasu, který zní jako kiskadý. Jeho české druhové jméno – bentevi – je opět přepsanou podobou jeho hlasu, ale tentokrát v portugalštině, kde se interpretuje jako benteví.
Tyran bentevi je všežravý. Podobně jako např. ťuhýkovití či lejskovití na svou kořist v podobě hmyzu a malých obratlovců (např. hlodavců) číhá na vhodné pozorovatelně vysoko na stromě, požírá však i zelené části rostlin a různé plody. Jeho hnízdo je velká kulovitá stavba s bočním vchodem postavená na stromě nebo telegrafním sloupu. V jedné snůšce přitom bývají 2–3 krémově zbarvená vejce s rudými skvrnami, na jejichž inkubaci se podílí pouze samice.
V roce 1832 bylo pro tento rod stanoveno vědecké jméno Saurophagus, které bylo v roce 1941 neplatně použito i pro obřího teropodního dinosaura, dnes známého jako Saurophaganax.